# 横見とゆゆのラジオ鉄道
横見とゆゆのラジオ鉄道（よこみとゆゆのラジオてつどう）は、鉄道ファン・横見浩彦と鉄道アイドル・木村裕子がパーソナリティを務めたラジオ番組である。　

## 概要
公式サイトにてネットラジオとしても配信されていたが番組内で流れた楽曲は、木村のものを除き配信ではカットされる。
変遷
2007年9月25日に「横見浩彦ラジオ鉄道」として放送を開始した。2008年1月1日に「横見とゆゆのラジオ鉄道」に改題する。
2009年4月からは木村から中嶋春香に交代、番組名も「横見とはるるのラジオ鉄道」となる。
2009年10月からは中嶋から鉄道居酒屋「Little TGV」のメンバーに交代、番組名も「横見浩彦ラジオ鉄道」に戻った。Little TGVのメンバー2人（紅乃・星乃きら。）が交代で出演。
2010年2月よりLittle TGVのメンバーに代わり、木村がパーソナリティに復帰、2010年4月からは番組名を再び「横見とゆゆのラジオ鉄道」とする。
2010年11月からは番組名を当初の「横見浩彦ラジオ鉄道」に戻すとともに、パーソナリティが木村から伊藤桃へ交代、2015年3月放送終了

## 出演者
パーソナリティ
- 横見浩彦
- 木村裕子（2007年9月 - 2009年3月、2010年2月 - 2010年10月）
- 中嶋春香（2009年4月 - 2009年9月）
- 伊藤桃（2010年11月 - 2015年3月）

ゲスト
- オオゼキタク（シンガーソングライター） - 2008年1月22日
- デンジャラス、小田ひとみ（MONDO GIRLS） - 2008年1月29日
- 白川淳（トラベルライター） - 2008年2月26日
- 野上裕（おもいッきりイイ!!テレビディレクター） - 2008年3月4日
- 杉ちゃん&鉄平（クラシックデュオ） - 2008年7月13日
- 水田竜子（演歌歌手） - 2011年1月31日、4月25日、2013年9月30日
- 野月貴弘（ミュージシャン） - 2011年5月23日、2012年6月18日、2014年1月6日、1月13日
- 堀込聖美（声優・鉄女（てつめ）育成スクール受講生） - 2011年5月23日、2012年6月18日、2013年1月7日、1月14日、1月21日、4月1日、4月8日、2014年1月6日、1月13日
- 山本紗由美（女優・鉄女育成スクール受講生） - 2011年5月23日、2013年1月21日、4月1日、4月8日、2014年1月6日

## 放送時間
- IBC岩手放送：毎週土曜日 8:45 - 9:00
- ぎふチャン:毎週土曜日 6:40 - 6:55
- 山口放送：毎週日曜日 17:30 - 18:00
- 四国放送：毎週土曜日 5:30 - 6:00

静岡放送
2008年9月以降、静岡放送では第1・3・4週（第4週は最終週が5週目の場合のみ）に限り、木村のコーナー「ゆゆ385」をカットした20分バージョンでの放送となった。
2009年4月より、同じバーディ企画制作の「アニメストリート」との組み合わせで23:45 - 24:00の15分に短縮となった。
2010年4月より自社制作番組「アナらじ」と入れ替える形で24:45 - 25:00に変更される。同年10月から組み合わせの番組が、「アニメストリート」から、同じバーディ企画制作の「Little Nonのアキバラ!!」に、更に2011年4月からは「アニメストリート」内のコーナー「シアター130（「ラジオドラマシアター130」のタイトルで放送）」に変更される（放送時間は従来のまま）。
2010年6月14日の放送は、2010FIFAワールドカップ 日本対カメルーン戦中継のため、放送時間が22:15 - 22:30に変更。
2011年8月1日の放送は、約1時間前に発生した駿河湾沖を震源とする地震に伴う報道特番のため休止した。
2014年3月24日をもって放送終了。後継番組は、文化放送制作のレコメン!をフルネット放送に切り替えとなった。